# Старое Ханино
Старое Ханино — посёлок в Суворовском районе Тульской области России. 
В рамках административно-территориального устройства является центром Зябревской сельской территории Суворовского района, в рамках организации местного самоуправления входит в Юго-Восточное сельское поселение.

## География
Расположен в 65 км к западу от центра города Тулы и в 12 км к северо-востоку от города Суворов.

## Население
| 2002 | 2010 |
| ---- | ---- |
| 250  | ↘220 |